# Неумывакин, Александр Леонтьевич
Александр Леонтьевич Неумывакин (14 марта 1943, Тамазатюбе, Дагестанская АССР — 21 апреля 2020, Волгодонск, Ростовская область) ― советский и российский художник, почётный гражданин города Волгодонска (1995). Член Союза художников СССР и России.

## Биография
Родился Александр Леонтьевич 14 марта 1943 года в ауле Тамазатюбе, Бабаюртовского района республики Дагестан, в семье рыбака-охотника. В 1960 году завершил обучение в средней школе. Продолжил получать образование в Астраханском рыбном техникуме, по направлению на судостроительство. На первом же году обучения покинул техникум и пошёл обучаться на тракториста. В 1961 году отправился на строительство Волго-Балтийского канала. В 1962 году был призван в ряды Советской армии в Военно-Морской флот. В это время серьёзно увлёкся рисованием. Первые рисунки Александра Неумывакина были напечатаны в газете черноморских моряков «Флаг Родины».
В 1965 году была организована и первая персональная выставка Александра Неумывакина, которая прошла в Матросском клубе Севастополя. Демобилизовавшись, Александр стал жить и работать в Сочи. В 1969 году журнал «Смена» опубликовал графические произведения Неумывакина, исполненные простой шариковой ручкой.
В 1977 году Александр Леонтьевич перебирается в город Волгодонск. Сразу же был принят в состав Объединения молодых художников при Союзе Художников СССР. Его первые выставки в Волгодонске были проведены в Волгодонском краеведческом (ныне — эколого-историческом) музее.
Неумывакин являлся почётным профессором МОСУ, членом Союза художников России, членом ЮНЕСКО, членом Российского союза профессиональных литераторов. Имел звание «ветеран труда».
В 1980 — 90-х годах с большим успехом были проведены его персональные выставки: восемь — в Москве, две — в Сочи, две в Юрмале, одна в Вильнюсе, две в Ростове-на-Дону, одна в Риге, более 70 в Волгодонске, в 19 городах Урала, Сибири, Поволжья, Казахстана, на Камчатке (включая Командоры), в Улан-Удэ и по побережью озера Байкал, две выставки в Париже и одна на Аляске. В 2001 году была организована выставка во Франции. Французская публика назвала его «Грандиозный маэстро».
Более 16 тысяч картин было создано художником. Его произведения размещены во многих музеях, галереях и частных собраниях США, Франции, Канады, Израиля, России, Украины. Его работы выставляются в Государственной Третьяковской галерее, Ростовском областном музее изобразительных искусств, Севастопольском художественном музее, в государственной художественной галерее имени А. А. Кадырова (г. Грозный), Волгодонском художественном музее.
Неумывакин автор более 40 книг стихов, философских трудов, статей по проблемам искусства и духовного воспитания.
Решением Волгодонской городской Думы в 1995 году Александру Леонтьевичу Неумывакину было присвоено звание «Почётный гражданин города Волгодонска».
Умер Александр Леонтьевич 21 апреля 2020 года.